# Icariotis subsulcata
Icariotis subsulcata är en skalbaggsart som beskrevs av Leon Fairmaire 1893. Icariotis subsulcata ingår i släktet Icariotis och familjen långhorningar.
Artens utbredningsområde är Madagaskar. Inga underarter finns listade i Catalogue of Life.